# كريستيان نوربيرغ-شولتس
كريستيان نوربيرج شولز (أوسلو، 23 مايو 1926 - 28 مارس 2000) كان معماريًا نرويجيًا وناقدًا مهمًا ومنظرًا للعمارة.